# IL12B
IL12B (англ. Interleukin 12B) – білок, який кодується однойменним геном, розташованим у людей на короткому плечі 5-ї хромосоми.  Довжина поліпептидного ланцюга білка становить 328 амінокислот, а молекулярна маса — 37 169.
| 10         |  | 20         |  | 30         |  | 40         |  | 50         |
| ---------- |  | ---------- |  | ---------- |  | ---------- |  | ---------- |
| MCHQQLVISW |  | FSLVFLASPL |  | VAIWELKKDV |  | YVVELDWYPD |  | APGEMVVLTC |
| DTPEEDGITW |  | TLDQSSEVLG |  | SGKTLTIQVK |  | EFGDAGQYTC |  | HKGGEVLSHS |
| LLLLHKKEDG |  | IWSTDILKDQ |  | KEPKNKTFLR |  | CEAKNYSGRF |  | TCWWLTTIST |
| DLTFSVKSSR |  | GSSDPQGVTC |  | GAATLSAERV |  | RGDNKEYEYS |  | VECQEDSACP |
| AAEESLPIEV |  | MVDAVHKLKY |  | ENYTSSFFIR |  | DIIKPDPPKN |  | LQLKPLKNSR |
| QVEVSWEYPD |  | TWSTPHSYFS |  | LTFCVQVQGK |  | SKREKKDRVF |  | TDKTSATVIC |
| RKNASISVRA |  | QDRYYSSSWS |  | EWASVPCS   |  |            |  |            |

A: Аланін

C: Цистеїн

D: Аспарагінова кислота

E: Глутамінова кислота

F: Фенілаланін

G: Гліцин

H: Гістидин

I: Ізолейцин

K: Лізин

L: Лейцин

M: Метіонін

N: Аспарагін

P: Пролін

Q: Глутамін

R: Аргінін

S: Серин

T: Треонін

V: Валін

W: Триптофан

Кодований геном білок за функцією належить до цитокінів. 
Задіяний у такому біологічному процесі як поліморфізм. 
Секретований назовні.